# Aldon Music

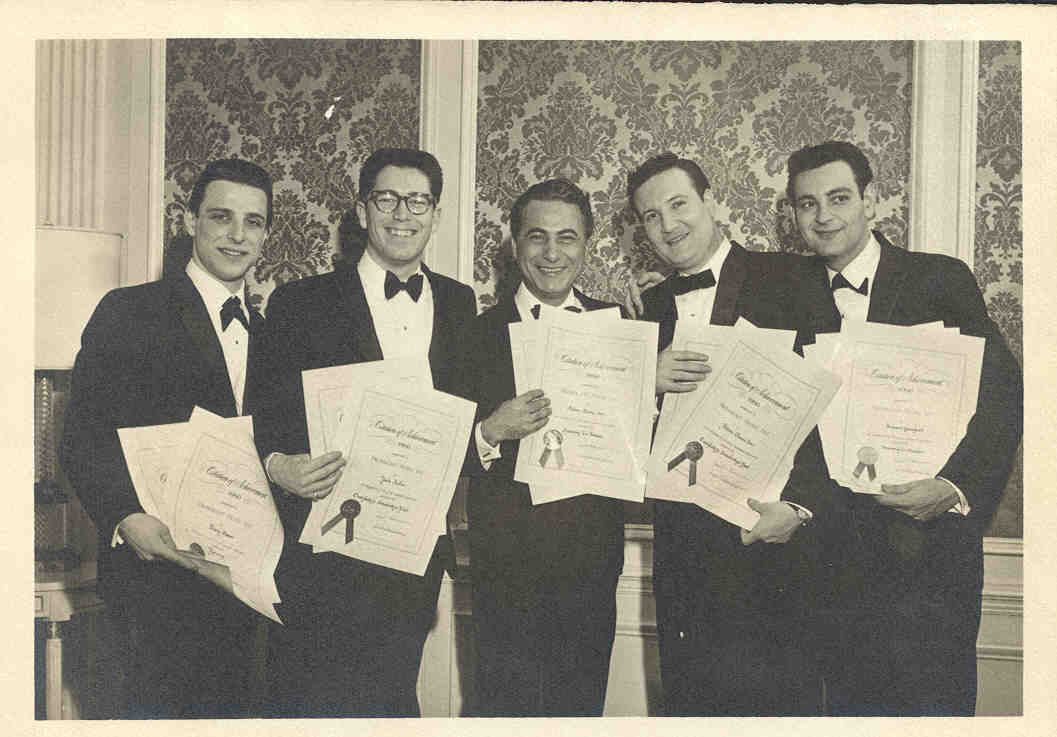
Barry Mann, Jack Keller, Al Nevins, Don Kirshner och Howard Greenfield vid BMI Awards 1962

Aldon Music var ett New York-baserat musikförlag, som grundades av Don Kirshner och Al Nevins 1958. Aldon anses ha spelat en viktig roll i utformningen av Brill Building Sound i slutet av 1950- och 1960-talet.

## Historia
Nevins var en veteran från musikbranschen med "pengar, rykte, erfarenhet och kontakter". Han hade varit medlem i den populära instrumentaltrion The Three Suns i över tjugo år och var också medförfattare till deras hit Twilight Time från 1944, som sålde över tre miljoner exemplar. Vid den tidpunkt då Aldon grundades hade Nevins nyligen tvingats lämna gruppen på grund av hjärtproblem. 
Kirshner, som var mycket yngre än Nevins, hade nyligen uppnått en viss framgång i partnerskap med låtskrivaren Bobby Darin, även om samarbetet inte varade länge. Kirshner försökte bryta sig loss för att publicera och närmade sig två stora låtskrivarteam, Doc Pomus och Mort Shuman och sedan Jerry Leiber och Mike Stoller innan han övertygade Nevins att bli hans partner. 
Aldon fick enorma framgångar i slutet av 1950-talet och början av 1960-talet med massor av hits skrivna av dess kontraktsförfattare, som Neil Sedaka, Howard Greenfield, Carole King, Gerry Goffin, Jeff Barry, Ellie Greenwich, Neil Diamond, Paul Simon, Phil Spector, Barry Mann, Cynthia Weil, Charles Albertine och Jack Keller. 
Aldon etablerade Kirshner som en stor musikförläggare och var språngbrädan för ännu större framgång. Aldon Music ägde också ett skivbolag, Dimension Records. Kirshner och Nevins sålde företaget till Columbia Pictures 1963, vilket ledde till efterföljande framgångar med bland annat The Monkees och The Archies. 